# Neostroblia pseudoliturata
Neostroblia pseudoliturata är en stekelart som först beskrevs av Gabriel Strobl 1903.  Neostroblia pseudoliturata ingår i släktet Neostroblia och familjen brokparasitsteklar. Inga underarter finns listade i Catalogue of Life.